# Roos Moggré
Rozemarijn (Roos) Moggré (Strijen, 6 juli 1981) is een Nederlandse presentatrice (radio en televisie), nieuwslezeres en journaliste.

## Carrière
Moggré groeide op in Strijen en Numansdorp. Beide dorpen liggen in Zuid-Holland. Ze was de jongste van vier kinderen. Vanuit Numansdorp trok ze op zeventienjarige leeftijd naar Utrecht en ging op kamers wonen. Ze studeerde er journalistiek aan de Hogeschool van Utrecht en internationale betrekkingen aan de Universiteit Utrecht. Als onderdeel van haar studie verbleef ze ook enkele maanden in de Verenigde Staten. Als voorbeeld gold Hanneke Groenteman met haar programma De Plantage.
Moggré begon haar journalistieke carrière nog steeds studerend als radioverslaggeefster op de nieuwsredactie van Radio M Utrecht, de voorloper van RTV Utrecht. Daarna werd ze bij RTV Utrecht televisieverslaggeefster en -presentatrice. Moggré presenteerde voor de regionale omroep het dagelijkse nieuwsprogramma U Vandaag en het gezondheidsprogramma Vitamine U. Verder deed ze journalistieke ervaring op bij de programma's Stand.nl en NOVA.
In januari 2008 stapte Moggré over naar de NOS, waar ze een van de vaste presentatoren van het NOS Jeugdjournaal werd. Behalve bij het Jeugdjournaal was ze bij de omroep te zien als verslaggeefster in de uitzending rondom het jaarlijkse jongerenevenement Dance4life (NOS Dance4life) en in het liveprogramma dat de NOS maakte tijdens carnaval (NOS Carnaval). Op 21 september 2012 maakte ze haar debuut bij het NOS Journaal als presentatrice van de ochtendbulletins. Later presenteerde ze ook de journaals van 13:00, 16:00 en 18:00 uur. 

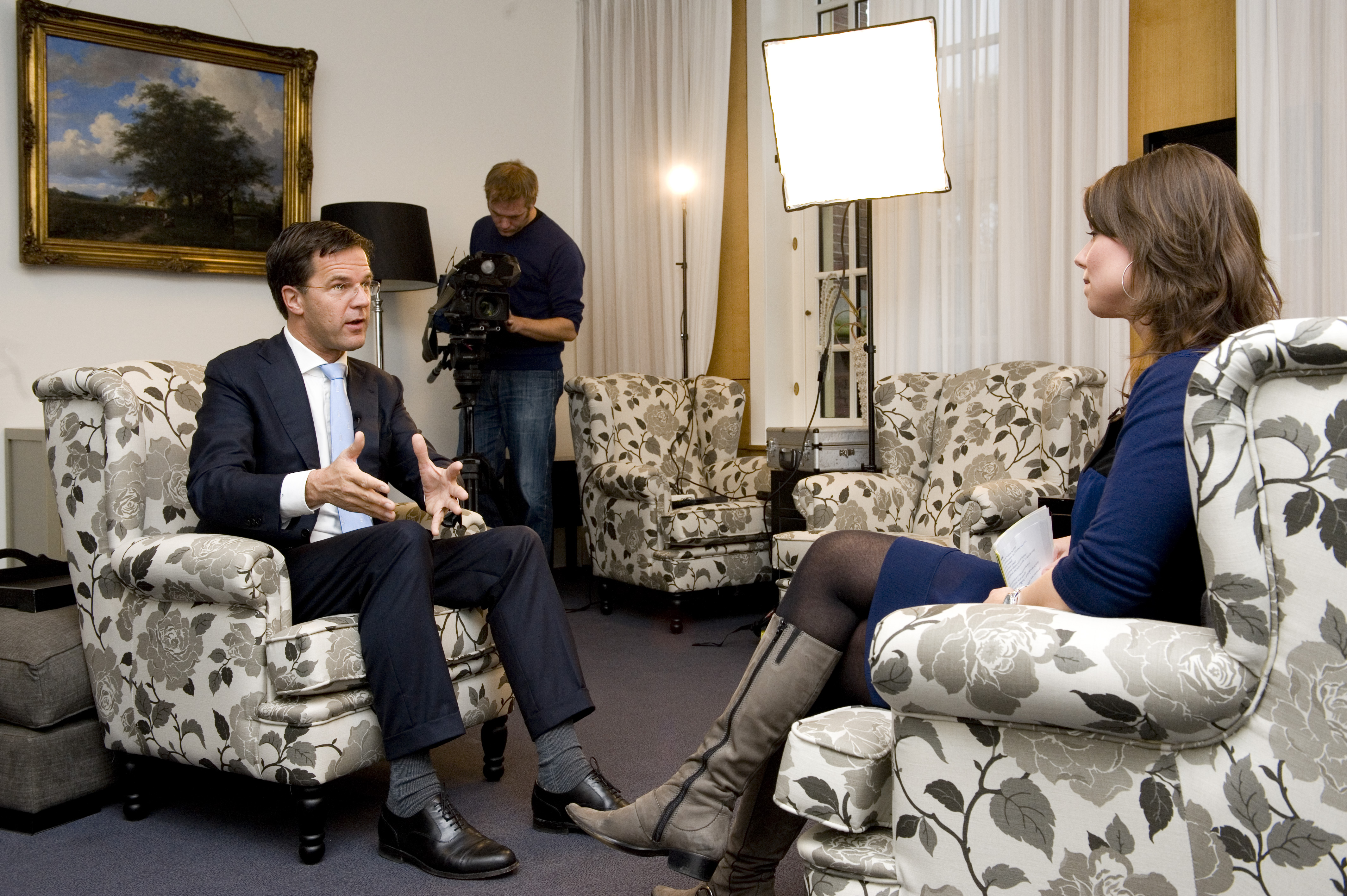
Moggré (rechts) in gesprek met toenmalig premier Mark Rutte in 2010.

In september 2014 verruilde Moggré de NOS voor omroep WNL en werd een van de presentatoren van het programma Vandaag de dag. in september 2015 hernoemd in programma Goedemorgen Nederland. In 2018 viel ze in als presentatrice van het AVROTROS-programma EenVandaag gedurende het zwangerschapsverlof van Jojanneke van den Berge. Ze werd er een van de vaste presentatoren, zowel op radio als televisie. Ze was wel eens tafeldame bij De Wereld Draait Door. Een vrolijke misstap was naar eigen zeggen haar deelname aan televisiewedstrijd Maestro versie 2023. Ze kwam er achter dat ze absoluut niet kon dirigeren, maar had het met medekandidaten Frederique Spigt en Tjitske Reidinga uitermate gezellig in de kleedkamers.
In 2024 schrijft ze al enkele jaren voor het tijdschrift LINDA. In 2024 volgde haar boek getiteld Altijd blijven scheren bij Park Uitgevers. De titel is ontleend aan haar collega Joost Vullings, die ook getroffen werd door een burn-out en er achter kwam dat hoe slecht het ook ging, je moet en zal je bed uitkomen, je kleren aantrekken en je gaan scheren. Het bevat interviews met onder meer Huub Stapel, Gregory Sedoc, Lucky Fonz III en Erik Scherder over depressiviteit. Moggré deed mee aan het 25e seizoen van het televisieprogramma Wie is de Mol? en wist dit te winnen. In 2025 speelde ze een rol in The Passion Hemelvaart.

## Persoonlijk
Rond 2011 had ze last van burn-outklachten en paniekaanvallen. Ze durfde bijvoorbeeld de straat niet meer op. Antidepressiva hielpen haar daarvan af. Inmiddels heeft ze hier al jaren geen last meer van en is ze klachtenvrij. Naar aanleiding hiervan schreef ze in 2024 het boek Altijd blijven scheren. De titel verwijst naar een uitspraak van haar collega Joost Vullings in het boek: "Als je echt heel diep zit: blijf je scheren, kleed je aan en ga bewegen!"
Op 2 juli 2016 beviel Moggré van een dochter. In september 2018 trouwde ze met Donatello Piras. Ze had hem leren kennen tijdens haar opleidingstraject bij het Jeugdjournaal. In 2021 beviel ze van een zoon.

### Bestseller 60
| Boeken met noteringen in de Nederlandse Bestseller 60 | Jaar van verschijnen | Datum van binnenkomst | Hoogste positie | Aantal weken | Opmerkingen |
| ----------------------------------------------------- | -------------------- | --------------------- | --------------- | ------------ | ----------- |
| Altijd blijven scheren                                | 2024                 | 23-10-2024            | 25              | 1            |             |